# Cmentarz wojskowy przy ul. Prandoty w Krakowie
Cmentarz wojskowy – zabytkowy cmentarz komunalny w Krakowie, w dzielnicy I Stare Miasto, przy ul. Jana Prandoty 1, na Warszawskiem. Ma powierzchnię około 11 ha.

## Historia
Kraków, mimo że był siedzibą silnego garnizonu austriackiego (Twierdza Kraków), nie posiadał odrębnego cmentarza wojskowego. Poległych i zmarłych żołnierzy chowano na cmentarzu Miejskim (Rakowickim).
Lata I wojny światowej i bliskość frontu, przyniosły tak dużo ofiar, że zaczęło brakować miejsc na dziewięciu cmentarzach cywilnych Krakowa. Tylko na cmentarzu Miejskim pochowano ponad 9000 poległych żołnierzy.

Sytuacja ta zmusiła władze miejskie i wojskowe do działania. Jednak spory kompetencyjne spowodowały, że cmentarz powstał dopiero dwa lata po wojnie.
W 1920 roku na terenie dawnego placu ćwiczeń wojskowych jednostki saperów byłej austriackiej cesarsko-królewskiej armii, znajdującego się na przedmieściu Warszawskie przy ul. Prandoty, powstał niewielki, liczący 10 kwadratowych kwater, cmentarz wojskowy. Pierwszymi chowanymi tu osobami byli zmarli żołnierze i oficerowie Wojska Polskiego oraz członkowie ich rodzin, weterani powstania styczniowego, żołnierze polegli w wojnie polsko-bolszewickiej, powstańcy śląscy, powstańcy wielkopolscy. Gdy w latach 30. XX wieku zwiększono obszar cmentarza Rakowickiego, obie nekropolie dzieliła tylko ul. Prandoty. W okresie II wojny światowej grzebano na cmentarzu żołnierzy Wojska Polskiego, żołnierzy niemieckich, jeńców brytyjskich, a w 1945 roku żołnierzy Armii Czerwonej.
Po 1945 roku cmentarzem zaczęło zarządzać miasto, uporządkowano pochówki żołnierskie, przeprowadzono ekshumacje oraz utworzono odrębne kwatery żołnierzy różnych armii, rozszerzono cmentarz i zaczęto chować na nim osoby cywilne, a numeracja kwater była kontynuacją numeracji cmentarza Rakowickiego. Oprócz żołnierzy spoczywają na nim ludzie nauki, kultury, artyści, politycy, sportowcy.
Przy ul. Prandoty znajduje się nowa Aleja Zasłużonych.

## Kwatery

### Powstańcy styczniowi

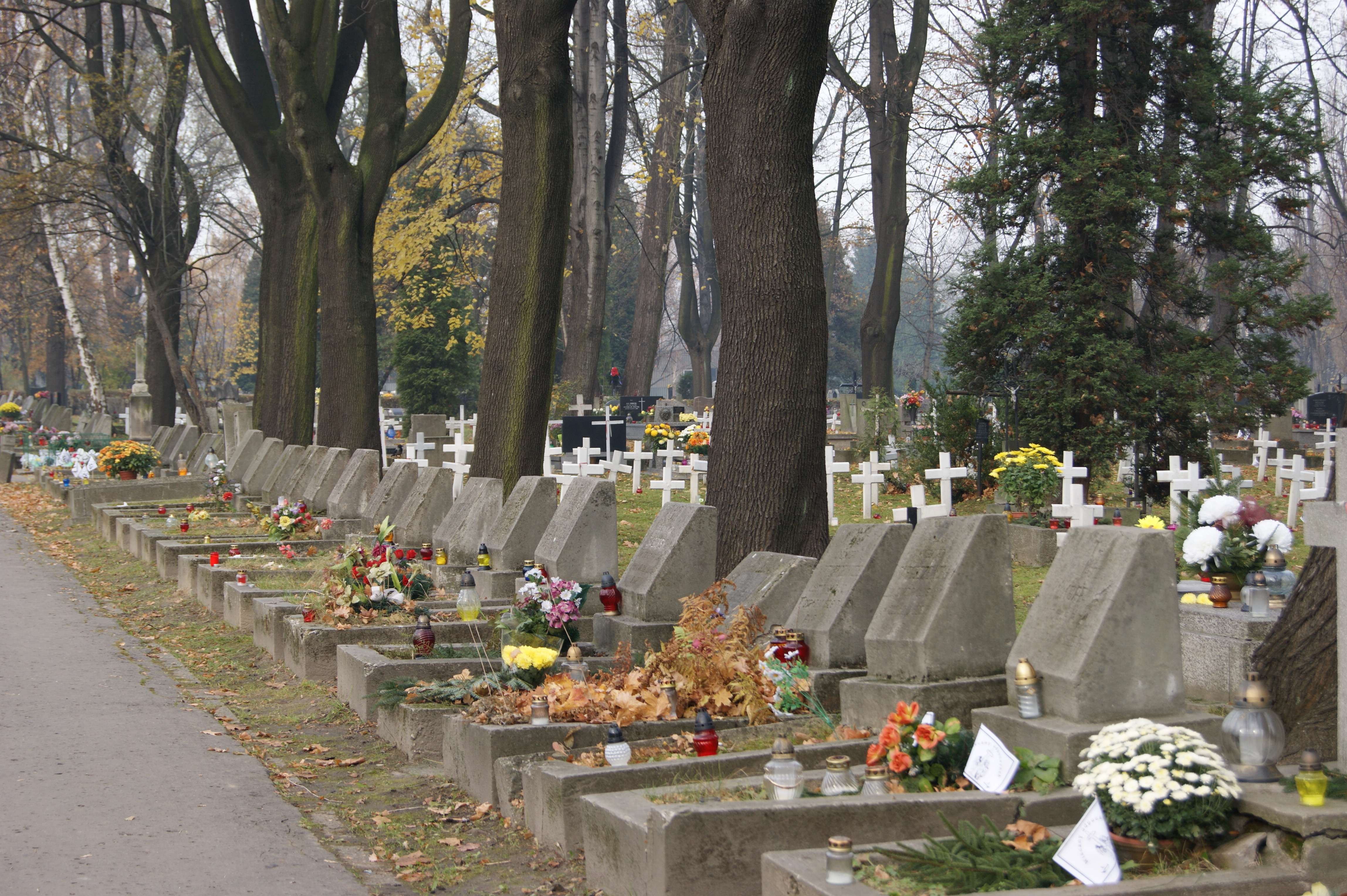
Groby weteranów Powstania styczniowego

21 stycznia 1919 r., w 56. rocznicę wybuchu powstania, otrzymali rozkazem Naczelnika Państwa Józefa Piłsudskiego, honorowy tytuł poruczników-weteranów WP i prawo noszenia galowego munduru. Otrzymali też prawo do pochówku na nowo utworzonym cmentarzu wojskowym w Krakowie. Są to dwa niewielkie rzędy grobów w kwaterach 1 i 3, w których pochowano 17 powstańców. Ich groby mają jednolitą formę, a fundowane były przez Polskie Towarzystwo Opieki nad Grobami Bohaterów.
W pasie 106. znajduje się grobowiec-mauzoleum uczestników powstań śląskich i powstania wielkopolskiego.

### I wojna światowa
Cmentarz wojenny nr 388 – Kraków-Rakowice, kwatera 3
50°04′40″N 19°57′18″E/50,077778 19,955000

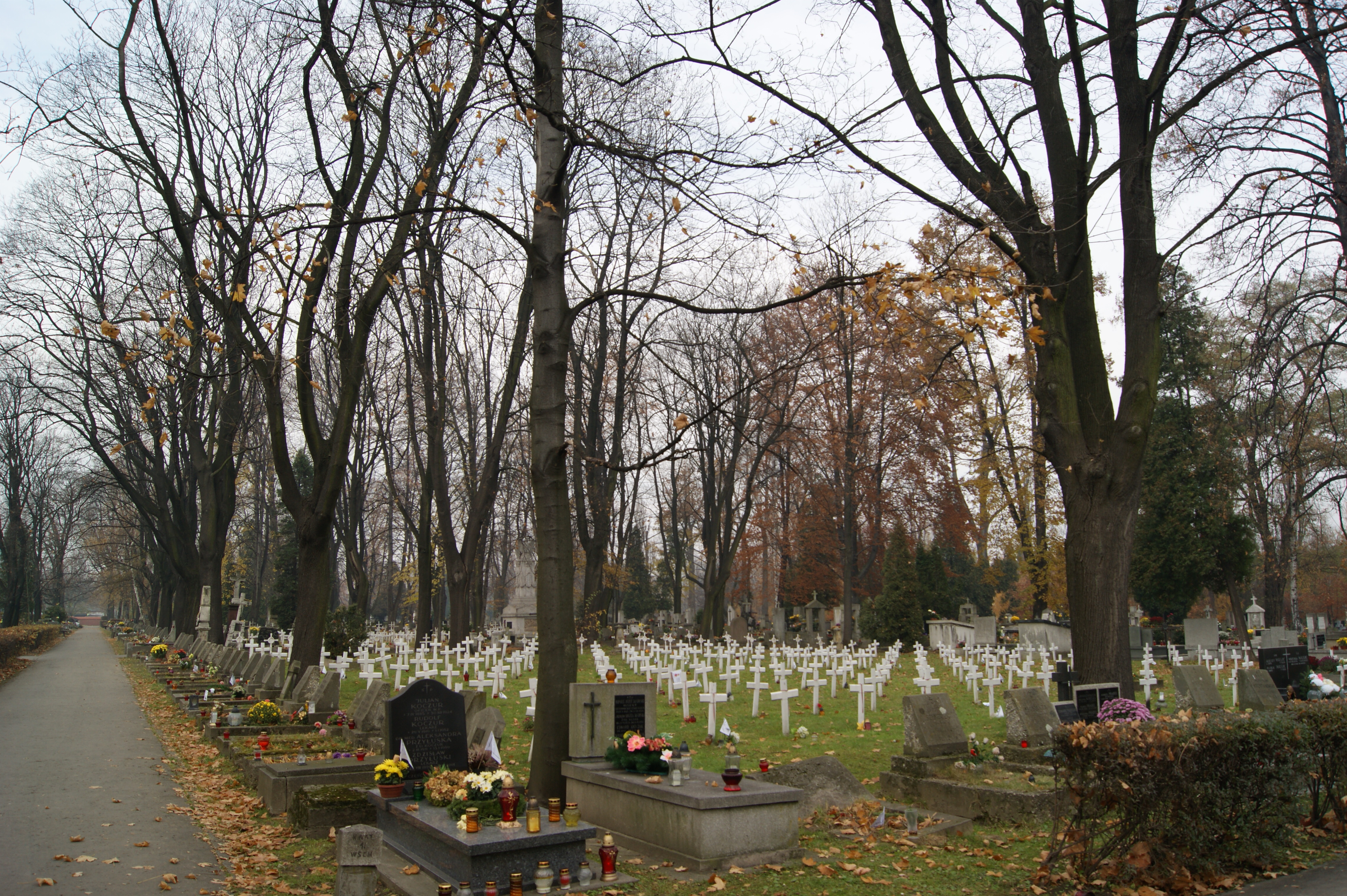
Cmentarz wojenny nr 388 Kraków Rakowice – trzecia kwatera

Kwatery 1, 2, 3, 4 cmentarza to część austriackiego cmentarza wojennego nr 388, główna część, dwie pozostałe kwatery, znajdują się na cmentarzu Rakowickim. Z oryginalnego wyglądu cmentarza, projektu inż. Huperta, nie zachowało się prawie nic.
Podczas kilku przebudów w latach 30. XX wieku, poprzestawiano krzyże nagrobne w ten sposób że nie wiadomo właściwie do jakiej armii należą żołnierze leżący pod nimi. Pochowano na nim żołnierzy austro-węgierskich oraz rosyjskich poległych w latach 1914–1918 a ekshumowanych z przypadkowych miejsc pochówku w okolicach Krakowa oraz żołnierzy z garnizonu krakowskiego zmarłych w latach 1918–1939.

### Wojna polsko-bolszewicka

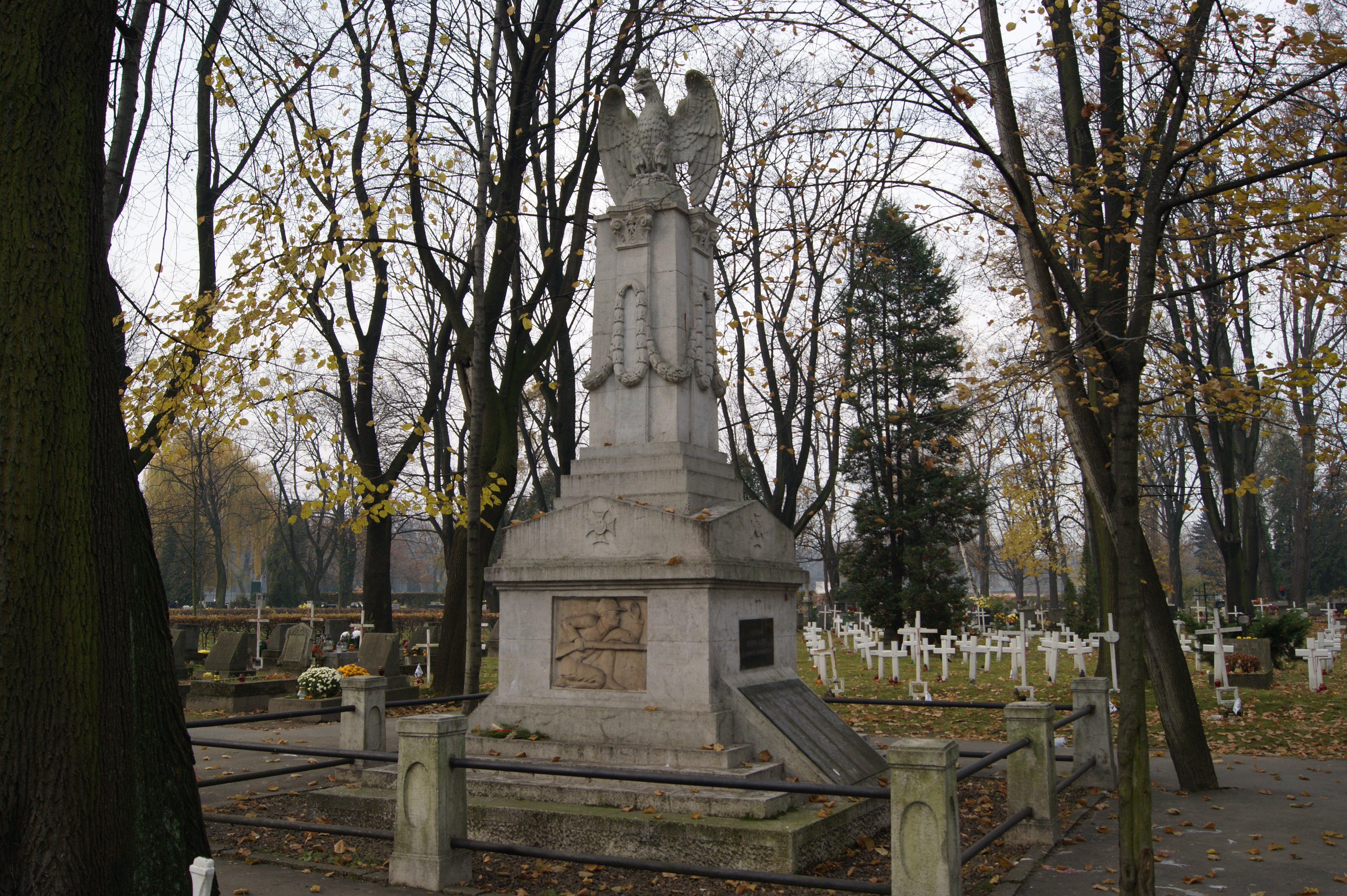
Pomnik Orląt Krakowskich

Krakowską młodzież, poległą w latach 1914–1920 upamiętnia pomnik odsłonięty w 1926 r. i nazywany wówczas (choć nazwa ta się nie przyjęła) Pomnikiem Krakowskich Orląt. Był on dedykowany młodzieży szkół średnich Kuratorium Okręgu Krakowskiego. Na tablicach znajdujących się na pomniku wymieniono uczniów kilkudziesięciu gimnazjów i seminariów nauczycielskich w Krakowie, w Białej, Chrzanowie, Gorlicach, Częstochowie, Jaśle, Miechowie, Kielcach, Myślenicach, Nowym Targu, Olkuszu, Ostrowcu, Radomiu, Sosnowcu, Solcu, Starym Sączu, Sandomierzu, Tarnowie i Wieliczce, Zawierciu.

### II wojna światowa
Kwatera żołnierzy Wojska Polskiego
50°04′37″N 19°57′18″E/50,076944 19,955000

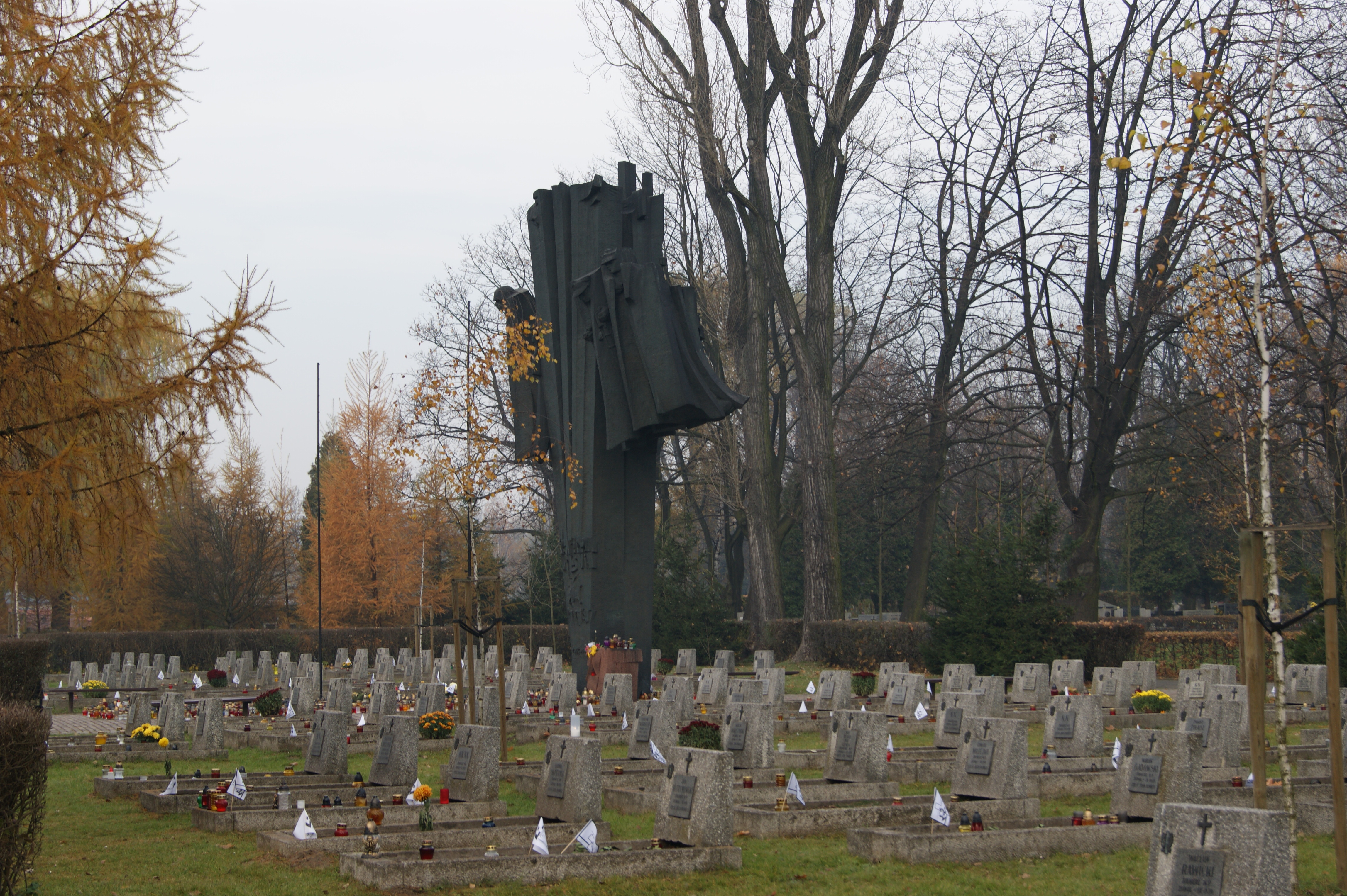
Kwatera żołnierzy polskich

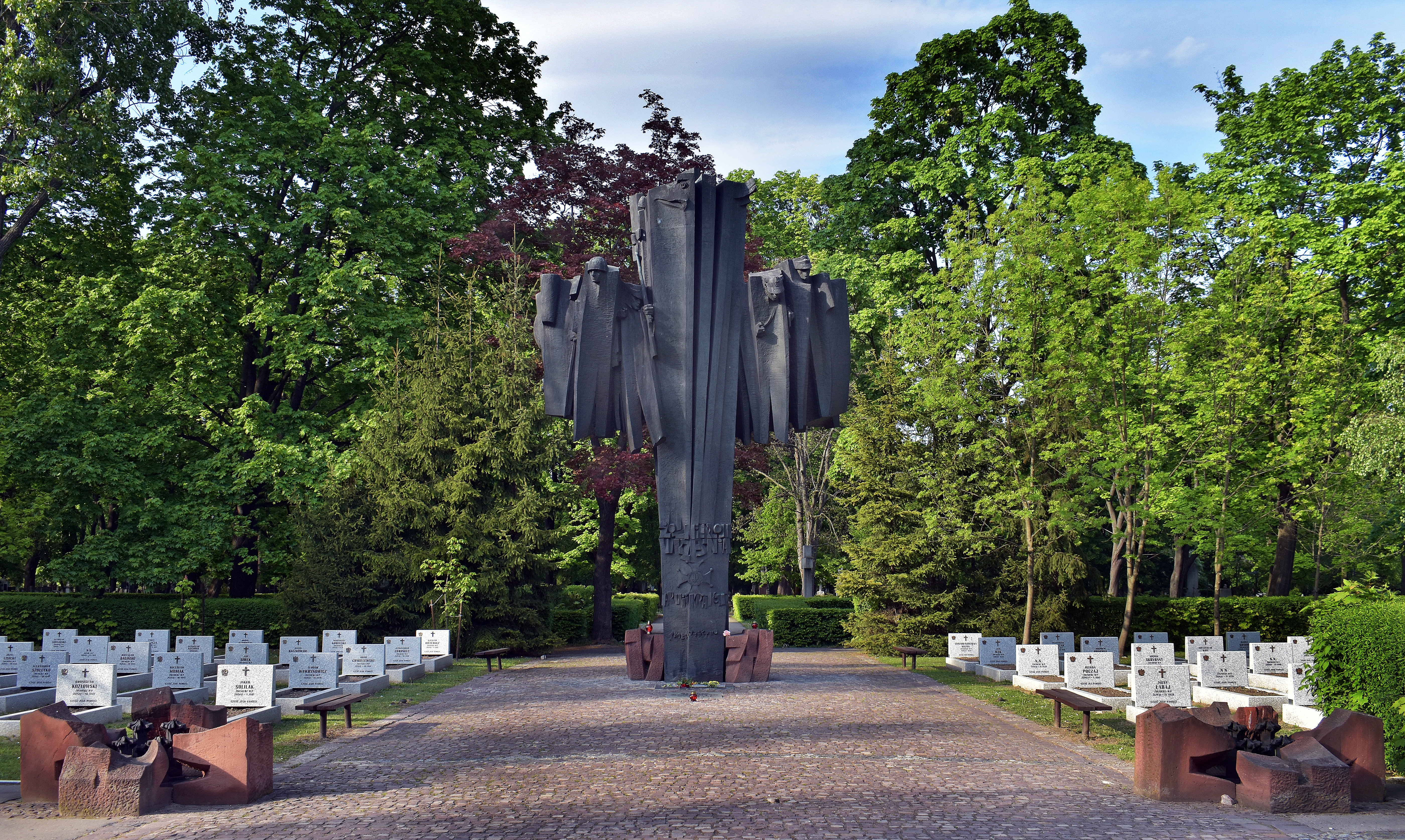
Pomnik Armii Kraków

Po stronie lewej od wejścia na cmentarz, znajduje się kwatera żołnierzy Wojska Polskiego poległych we wrześniu 1939 roku w okolicach Krakowa. Pochowano tutaj 146 żołnierzy polskich. Upamiętnia ich pomnik odsłonięty w 1990 roku, a będący dziełem Piotra Chwastarza, Henryka Olszówki i Grzegorza Kawczyńskiego. W 1993 roku złożono przy nim 52 urny z ziemią z pól bitewnych Armii Kraków oraz z Katynia, Ostaszkowa i Miednoje.

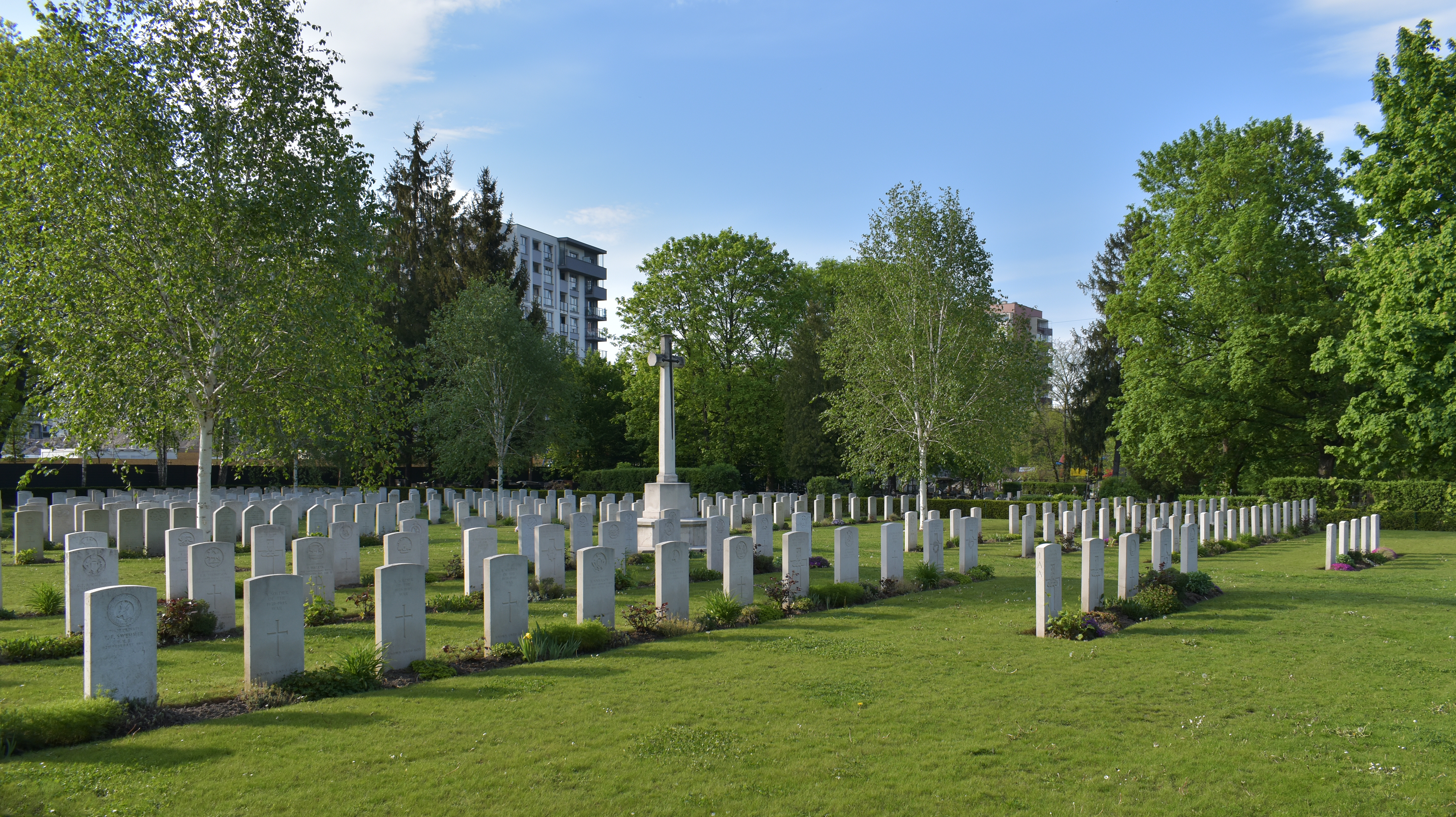
Kwatera żołnierzy Wspólnoty Brytyjskiej
50°04′43″N 19°57′13″E/50,078611 19,953611

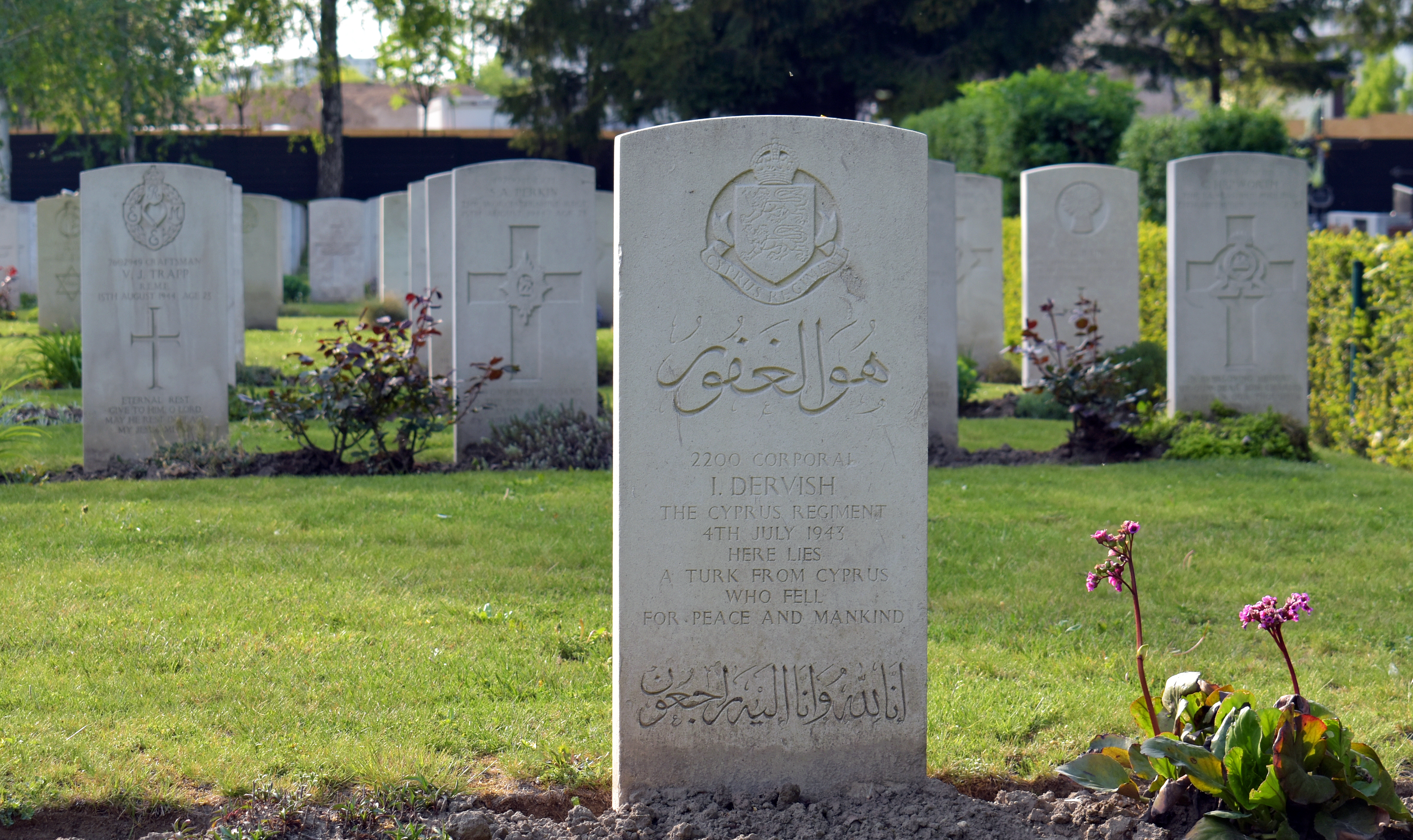
Groby żołnierzy Wspólnoty Brytyjskiej

Znajduje się w zachodniej części cmentarza. Jest to jeden z trzech wojennych cmentarzy brytyjskich na ziemiach polskich. Prosty krzyż pośrodku kwatery, proste płyty nagrobne z nazwiskami, godłami pułków lub jednostek oraz pięknie utrzymana zieleń wyróżniają wszystkie wojenne cmentarze brytyjskie na całym świecie. Spoczywa tutaj 522 poddanych brytyjskiego monarchy: 360 żołnierzy, 128 lotników, 7 marynarzy, 24 osoby cywilne oraz 3 osoby nieznane. Polegli oni i zmarli w Polsce południowej, w czasie II wojny światowej, a po zakończeniu działań wojennych ich prochy zostały przeniesione do tej kwatery. Spoczywają tutaj m.in. jeńcy ze stalagu VIII B Lamsdorf i szpitala w Langenbielau oraz lotnicy z bazy w Brindisi, zestrzeleni nad Polską gdy lecieli ze zrzutami, by wesprzeć Powstanie warszawskie.

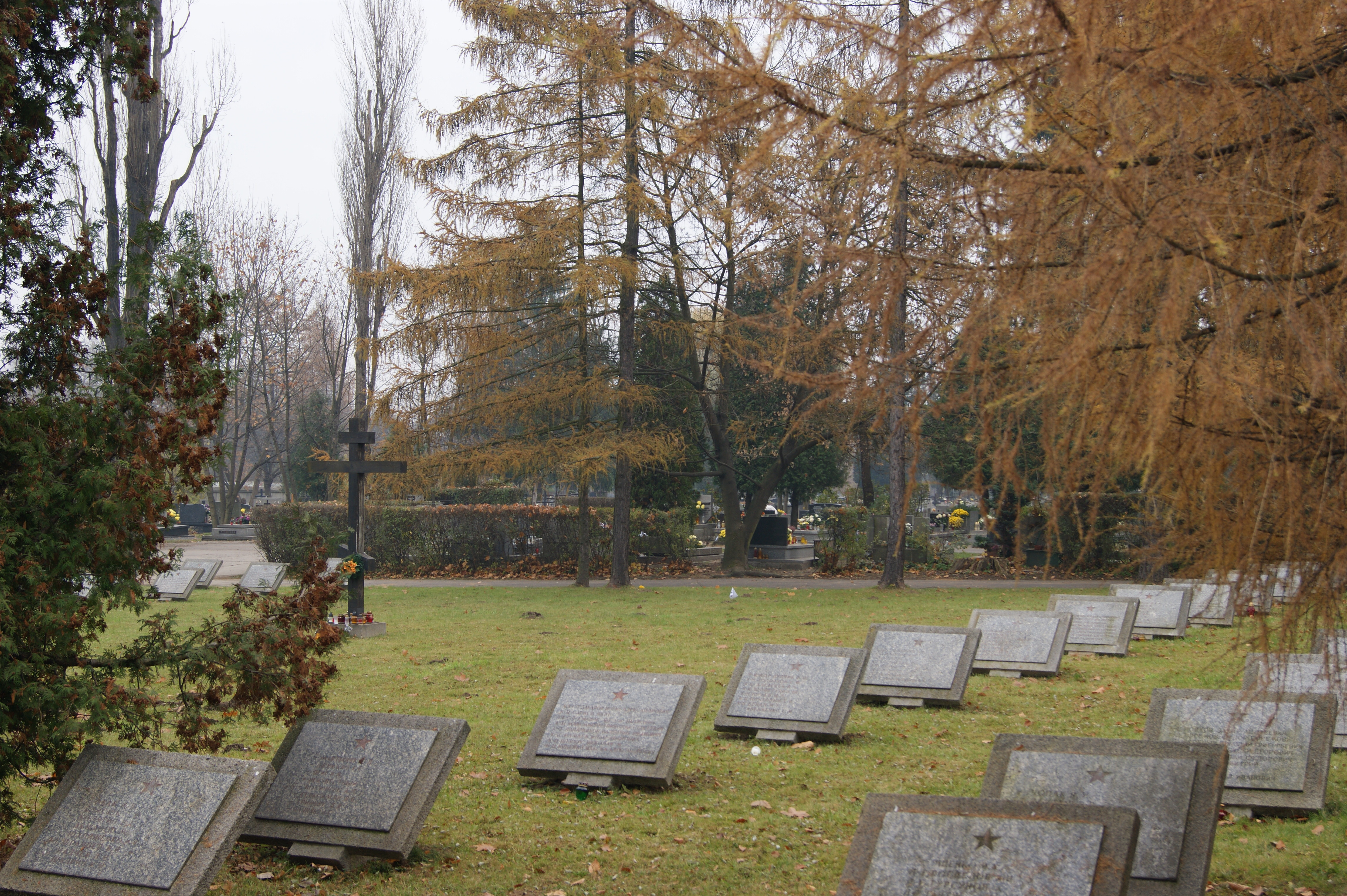
Kwatera żołnierzy radzieckich
50°04′42″N 19°57′20″E/50,078333 19,955556

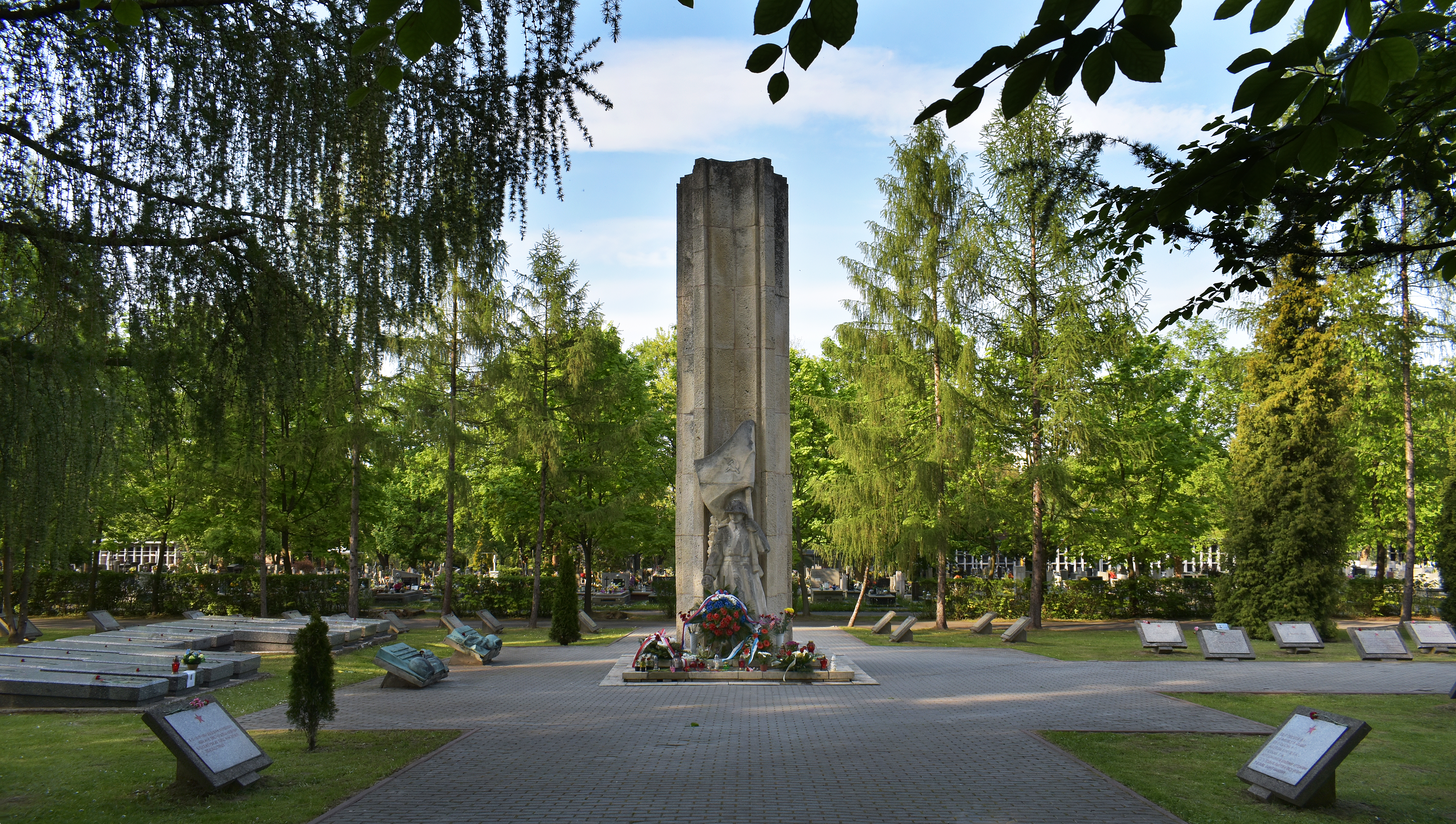
Pomnik i cmentarz przeniesione z Plant

Znajduje się w północnej części cmentarza. W 156 mogiłach zbiorowych pochowano 1578 żołnierzy 59. i 60. Armii 1 Frontu Ukraińskiego poległych w ofensywie styczniowej 1945 roku. Upamiętnia ich krzyż prawosławny oraz pomnik autorstwa Leonarda Demarczyka. Tutaj przeniesiono w lipcu 1997 roku prochy 19 żołnierzy i pomnik (dzieło Karola Muszkieta) z cmentarza znajdującego się od 1945 na Plantach przy Barbakanie.
Kwatery żołnierzy niemieckich
50°04′38″N 19°57′19″E/50,077222 19,955278

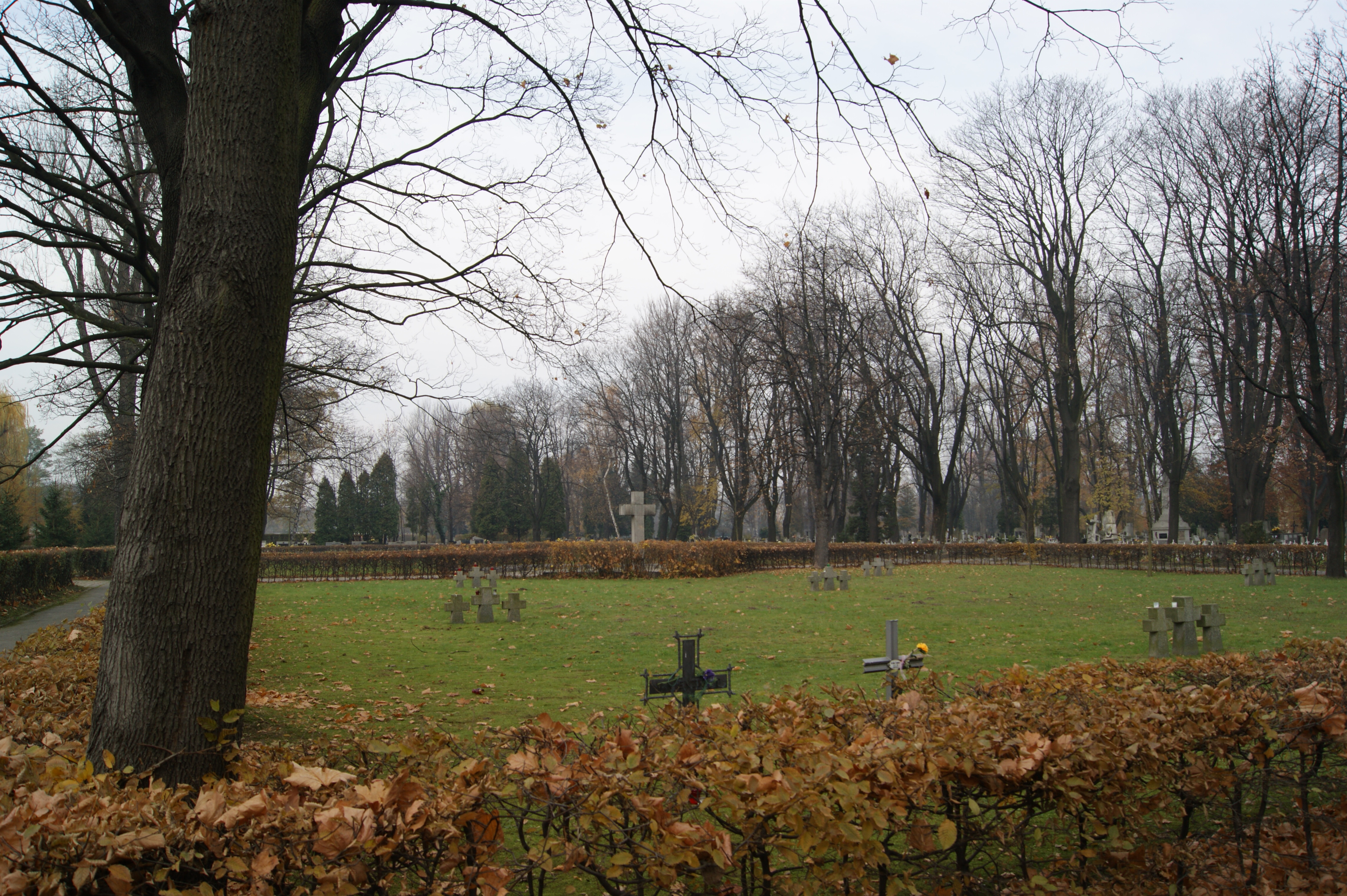
Kwatera żołnierzy niemieckich

Znajdują się obok kwatery żołnierzy polskich. Dwie kwatery, gdzie pochowano 2750 żołnierzy niemieckich poległych w latach 1939–1945, których upamiętniono w 1992 r. prostymi kamiennymi krzyżami i tablicą z napisem: niemieckim AUS DIESEM FRIEDHOF RUHEN 2750 DEUTSCHE SOLDATEN DES KRIEGES 1939–1945 GEDENKET IHRER UND DER OPFER ALLER KRIEGE oraz polskim TU SPOCZYWA 2750 ŻOŁNIERZY NIEMIECKICH WOJNY 1939–1945 DLA ICH PAMIĘCI I PAMIĘCI OFIAR WSZYSTKICH WOJEN.
W pobliżu, po drugiej stronie alejki znajduje się rząd mogił. Jest to grób 11 saperów z 13. Kołobrzeskiego Batalionu 6. Pomorskiej Dywizji Piechoty, którzy zginęli 13 maja 1946 roku na lotnisku Rakowice-Czyżyny, likwidując niewypały.

### Inni pochowani
Obok pomnika Orląt Krakowskich, w kwaterze żołnierzy I wojny światowej, znajduje się prosta płyta nagrobna Nepomuceny Piaseckiej, żony murarza z Wrześni. Była matką pięciorga dzieci, uczestniczących w 1901 r. w strajku szkolnym we Wrześni. W ich obronie rzuciła się na pruskich żandarmów. Uwięziona, a potem zwolniona za kaucją, przedostała się do zaboru austriackiego, gdzie zamieszkała z rodziną we Lwowie. Ostatnie lata życia spędziła w Krakowie.
Po drugiej stronie pomnika Orląt znajduje się nagrobek gruzińskiego żołnierza Niko Agniaszwilego (ur. 1901, zm. 1928).
Był podporucznikiem 4. Pułku Strzelców Podhalańskich Wojska Polskiego. Nic nie wiadomo o jego losach, na płycie nagrobnej widnieje napis – Boże, zwróć wolność Gruzji!
W kwaterze 7 znajduje się grób generała brygady Bernarda Monda. Uczestniczył w I wojnie w szeregach armii austriackiej, w 1916 r. znalazł się do niewoli rosyjskiej. Obrońca Lwowa w 1918 r. Uczestnik wojny polsko-bolszewickiej. W kampanii wrześniowej był dowódcą 6. Dywizji Piechoty. W grobie rodzinnym spoczywa też jego syn Adam Mond (zm. 1988), żołnierz Armii Krajowej, uczestnik Powstania Warszawskiego.
Kwatery 4 i 4a – to miejsce spoczynku wielu lotników, współtwórców lotnictwa polskiego np.: Stanisława Jasińskiego pułkownika pilota, szefa lotnictwa Naczelnego Dowództwa w 1918–1920 r., podczas wojny polsko-bolszewickiej; Jana Sendorka oficera Legionów, podpułkownika pilota WP, Władysława Madejskiego, instruktora POW, oficera Legionów, kapitana lotnictwa i szefa Wydziału Aeronautyki WP, który podczas II wojny był zastępcą dowódcy Dywizjonu 309.
W kwaterze 6 spoczywa obrońca Westerplatte lekarz Mieczysław Słaby.
Jest to miejsce gdzie znajdują się groby wielu ludzi nauki i sztuki, sportowców. Pochowano tutaj malarza, profesora ASP w Krakowie Wacława Taranczewskiego, na którego grobie znajduje się rzeźba „Chrystus król Wszechświata” Bronisława Chromego. Jest grób Czesława Marchewczyka hokeisty i działacza sportowego, zawodnika Sokoła, od 1927 r. związanego z KS Cracovia, uczestnika trzech olimpiad. Są groby: Juliana Aleksandrowicza ps. Doktor Twardy, lekarza internisty, profesora medycyny, hematologa, jego syna Jerzego Aleksandrowicza, wybitnego lekarza psychiatry, psychoterapeuty, filozofa, Karola Buczka historyka mediewisty, Jana Buszka (ur. 1906, zm. 1985) Króla Waletów, kierownika Domu Studenckiego UJ Żaczek, Wiesława Kielara więźnia obozu Auschwitz (numer obozowy 290), operatora filmowego i literata, Jana Weyssenhoffa fizyka, profesora Uniwersytetu Wileńskiego, Jagiellońskiego i Politechniki Lwowskiej, członka PAU i PAN.

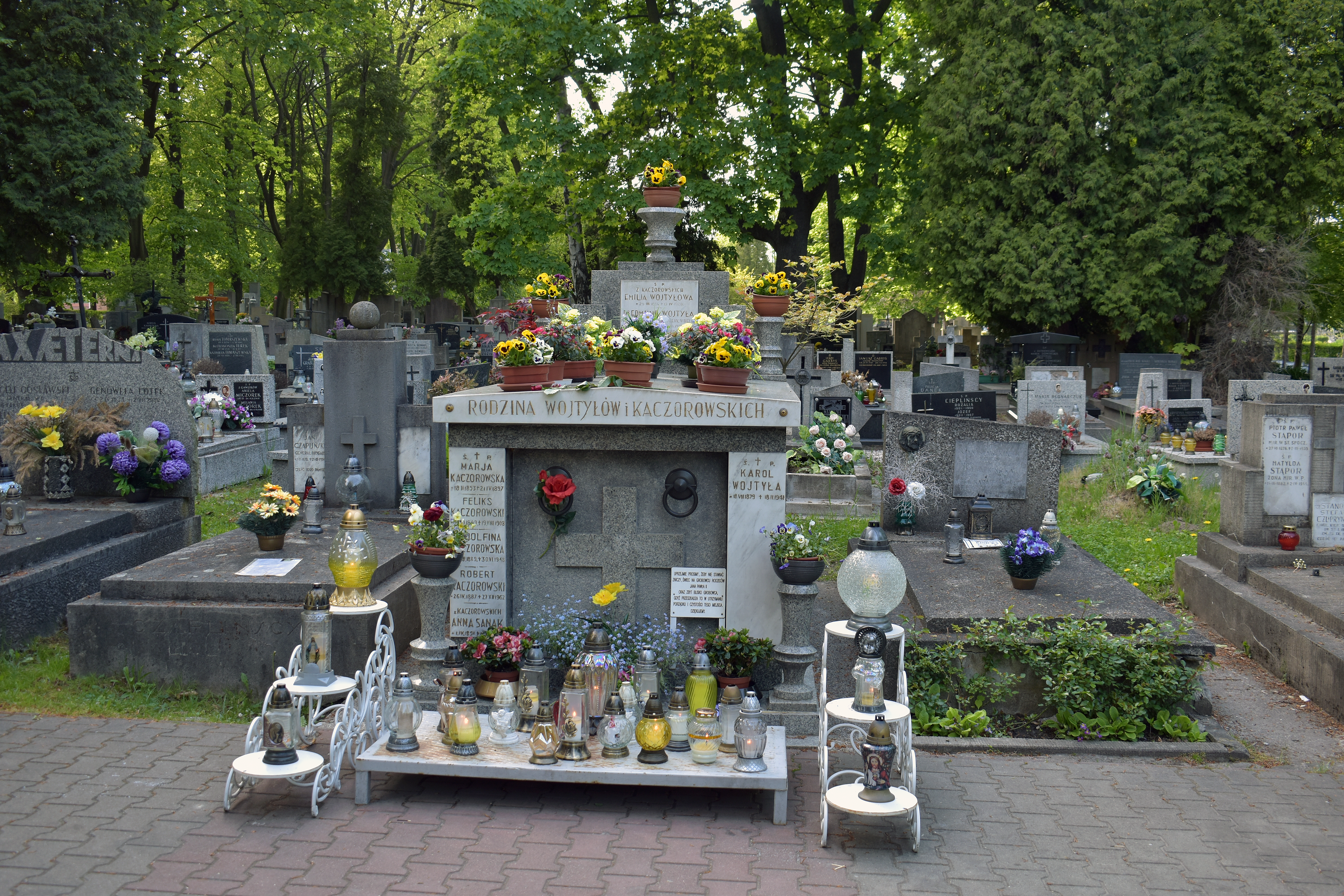
Grobowiec rodziny Wojtyłów i Kaczorowskich

Na cmentarzu wojskowym najczęściej odwiedzanym jest grób rodziny papieża Jana Pawła II. Spoczywają w nim Jego rodzice: Emilia z Kaczorowskich i Karol Wojtyła oraz brat – Edmund Wojtyła. Grobowiec rodziny Wojtyłów i Kaczorowskich znajduje się w kwaterze VI, grób nr 11. Pobyty Jana Pawła II na cmentarzu Rakowickim i jego modlitwę przy grobie najbliższych upamiętnia pomnik wykonany przez prof. Czesława Dźwigaja odsłonięty w dniu 9 kwietnia 2005 r., a znajdujący się przy bramie cmentarza.
W części cmentarza przy ul. Prandoty znajduje się nowa Aleja Zasłużonych z kolumbarium i 20 miejscami na groby ziemne.

## Galeria

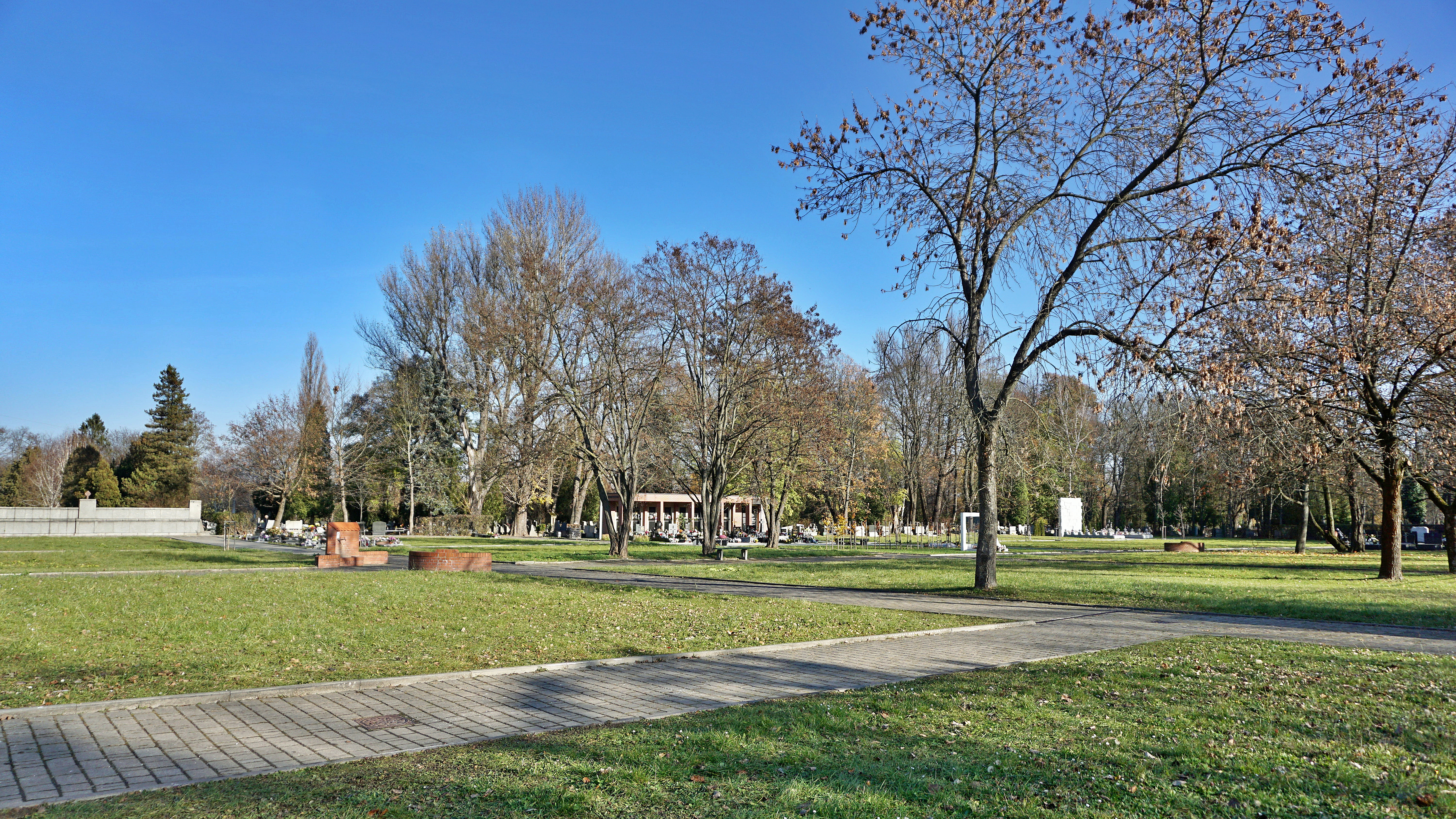
Widok od ulicy bp. Jana Prandoty (od południa)
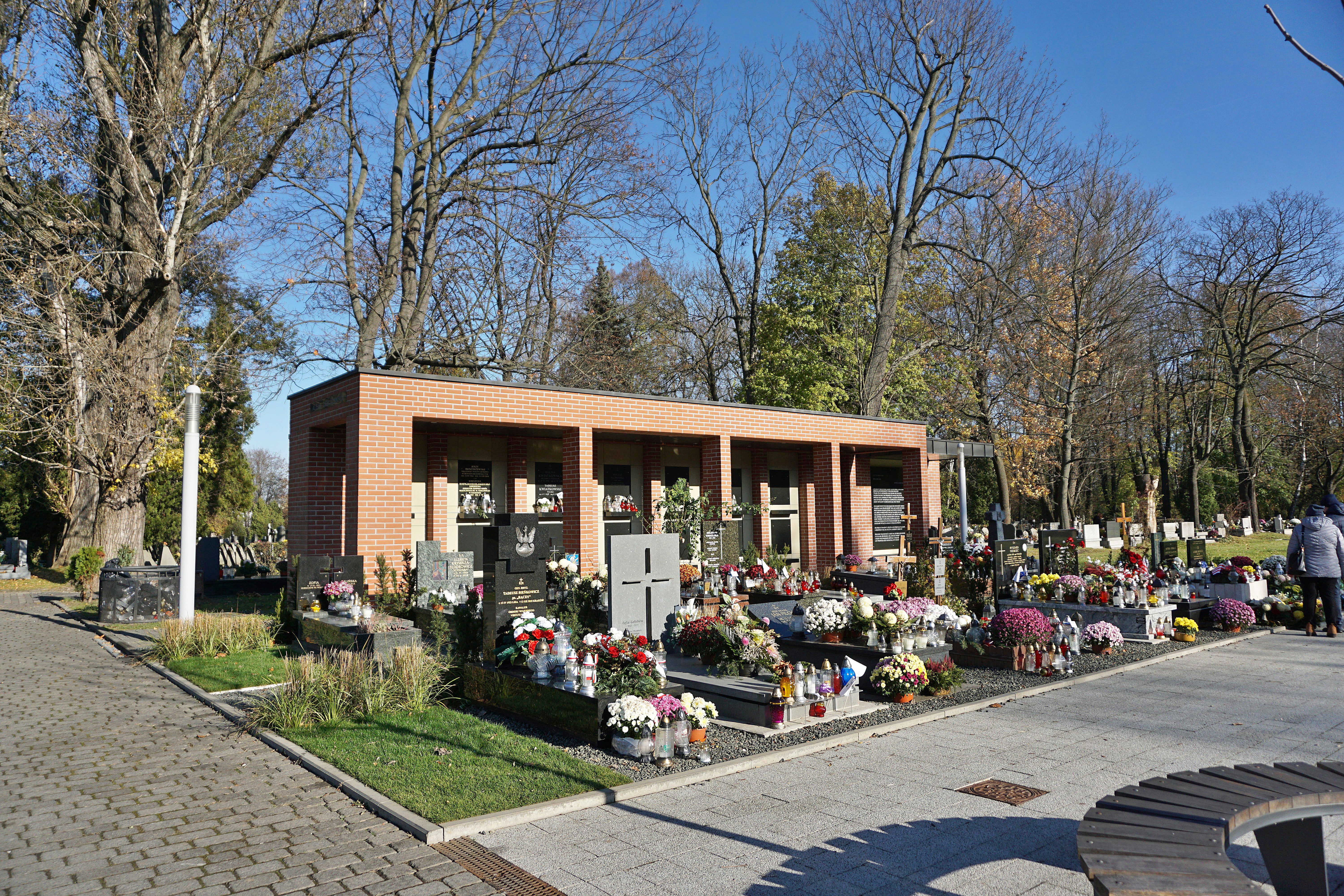
Aleja zasłużonych
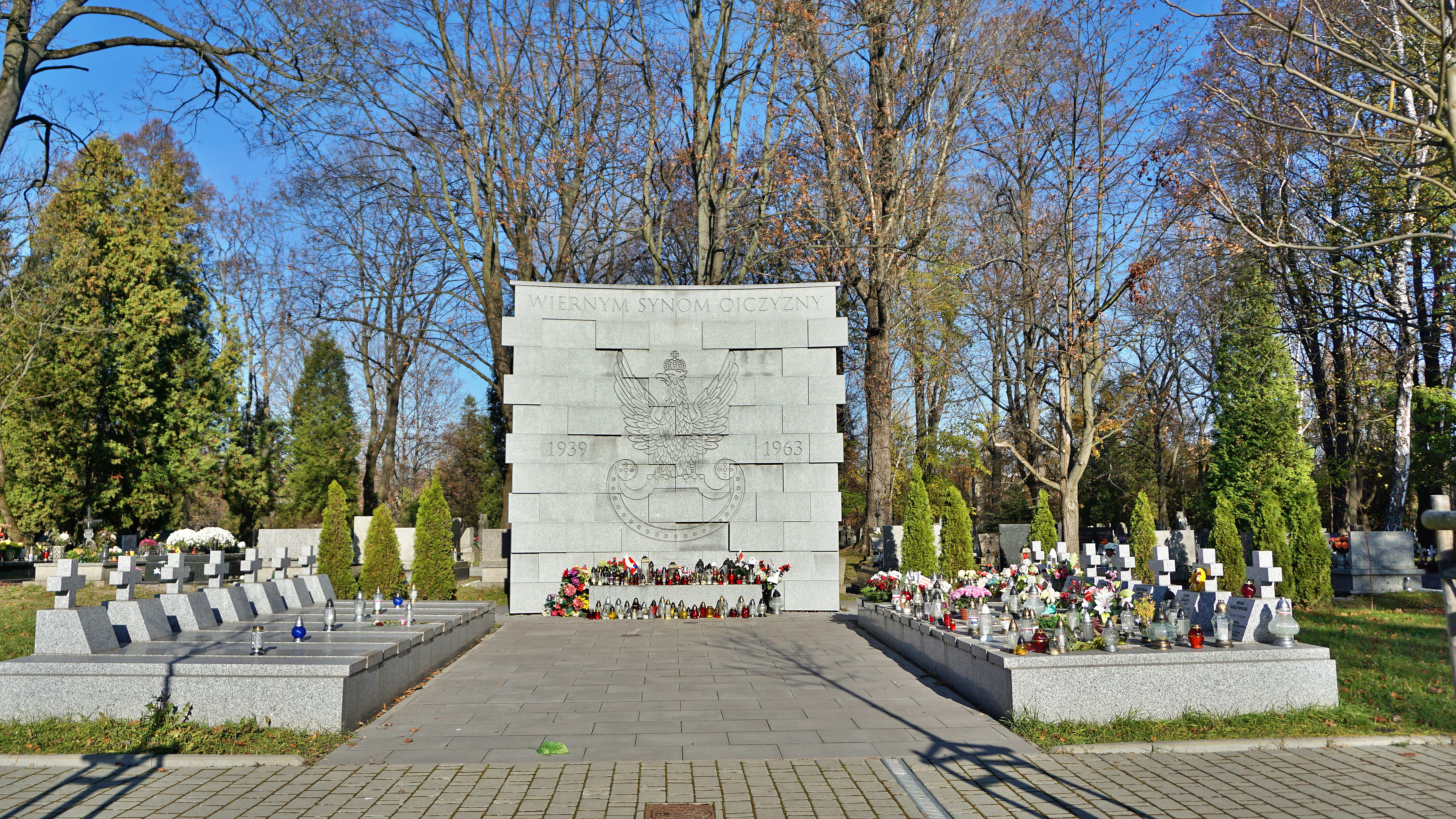
Kwatera „Wiernym synom Ojczyzny”
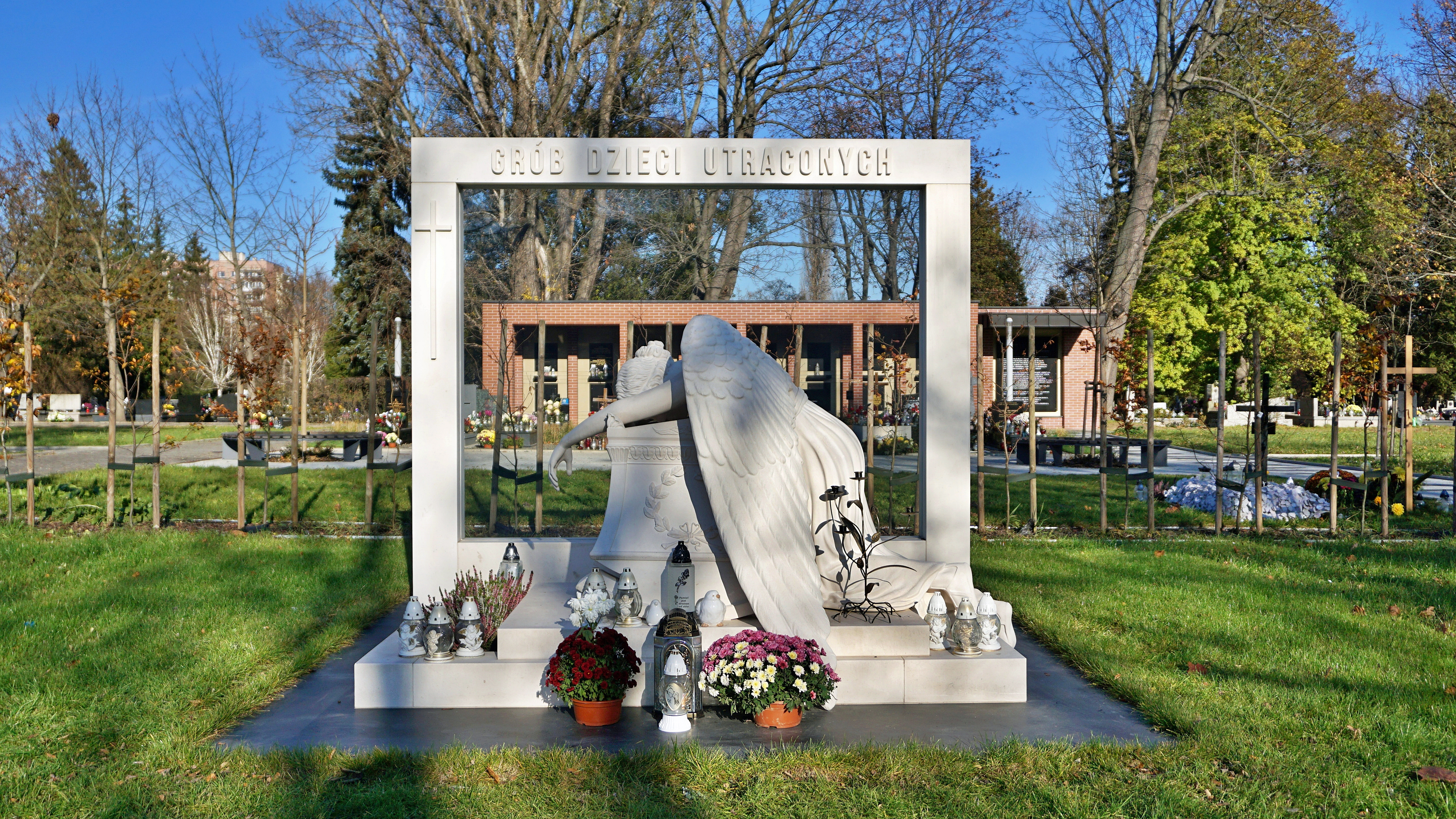
Grób Dzieci utraconych